# Pontus Wernbloom
Pontus Wernbloom (n. 25 iunie 1986 în Kungälv) este un mijlocaș suedez de fotbal. Din anul 2012 evoluează la clubul ȚSKA Moscova.